# Indeep
Indeep (Инди́п) — американская поп-группа 1980-х годов, наиболее известная по песне «Last Night a D.J. Saved My Life». Группу основал в 1982 году в Нью-Йорке и писал для неё песни молодой музыкант, композитор  и поэт-песенник Майк Кливленд.

## Состав
- Майк Кливленд (англ. Mike Cleveland, род. 1956 или 1957[1])
- Реджи Маглуар[англ.] (англ. Reggi Magloire)
- Розмари Рэмси (англ. Rose Marie Ramsey)

## Дискография

### Альбомы
- Last Night a D.J. Saved My Life (1982)
- Pajama Party Time (1984)
- The Collection (1991)

### Синглы
- «Last Night a D.J. Saved My Life» (1982) (US Black: 10-е место[2], US Disco: 2[2], Нидерланды: 2, Великобритания 13[2][3], Ирландия: 18)
- «When Boys Talk» (1983) (US Black: 32[2], US Disco: 16[2], Великобритания: 67[2][3])
- «Buffalo Bill» (1983) (US Black: 81[2])
- «The Record Keeps Spinning» (1983) (US Disco: 32[2], US Black: 45[2])
- «The Rapper» (1984)
- «The Night the Boy Learned How to Dance» (1984)

Примечание: Танцевальный и R&B чарты «Билборда» назвались тогда «Disco» и «Black» соответственно.